# Gtk2-perl
GTK2-Perl — это набор оболочек на Perl для GUI библиотек GTK+ и других библиотек GNOME. GTK2-Perl — открытое ПО, лицензируемое по лицензии LGPL. Разработчиков и заинтересованных участников обычно можно найти на IRC-канале #gtk-perl на irc.gnome.org.
GTK2-Perl — часть официального релиза GNOME Platform Bindings, вместе с интерфейсами к C++, Python и Java.

## Пример
```
use
 
Gtk2
 
'-init'
;

$window
 
=
 
Gtk2::Window
->
new
(
'toplevel'
);

$window
->
set_title
(
"Hello World!"
);

$button
 
=
 
Gtk2::Button
->
new
(
"Press me"
);

$button
->
signal_connect
(
clicked
 
=>
 
sub
 
{
 
print
 
"Hello again - the button was pressed\n"
;
 
});

$window
->
add
(
$button
);

$window
->
show_all
;

Gtk2
->
main
;

0
;

```

В данном примере создаётся GTK+ окно Window с заголовком «Hello World!». Окно содержит кнопку Button с надписью «Press me». Когда пользователь нажимает кнопку, вызывается функция обратного вызова, связанная с сигналом «cliked» кнопки. Эта функция выводит в консоль сообщение «Hello again — the button was pressed». Нужно отметить, в данном случае функция обратного вызова является анонимной (не имеет имени) и объявлена прямо в аргументах вызова функции signal_connect, которая связывает сигналы и функции обратного вызова, заданные пользователем.

## Внешние ссылки
- GTK2-Perl homepage on SourceForge.net
- GTK2-Perl page on GNOME wiki